# Liste der Historical Markers im Dallam County
Diese Liste gibt einen Überblick über alle Orte und Objekte im texanischen Dallam County, an denen von der Texas Historical Commission so genannte Historical Markers errichtet oder angebracht wurden. Mit diesen Gedenkplatten wird an historisch signifikante Orte, Einrichtungen, Gebäude oder Personen erinnert.
| Objekt                         | Ortschaft     | Datum der Errichtung          | Jahr der Markierung | Atlas Nummer | Anmerkung                                                                     |
| ------------------------------ | ------------- | ----------------------------- | ------------------- | ------------ | ----------------------------------------------------------------------------- |
| Buffalo Springs                | Dalhart       |                               | 1936                | 5111000562   | Eine ständig bestehende Wasserquelle, die Büffel, Mustangs und Jäger anlockte |
| Conlen Cemetery                | Dallam County |                               |                     | 7111000105   |                                                                               |
| Dalhart Army Air Field         | Dalhart       | 1942 – 1945                   | 2009                | 5507014525   | Lehrflugplatz während des Zweiten Weltkrieges                                 |
| Dalhart Memorial Park Cemetery | Dallam County |                               |                     | 7111000205   |                                                                               |
| Dallam County                  | Dalhart       | 21. Aug. 1876                 | 1936                | 5111001158   |                                                                               |
| Court House                    | Dalhart       | 1891                          |                     | 4302002348   | abgerissen um 1970                                                            |
| Court House                    | Dalhart       | 1903                          |                     | 4302002349   |                                                                               |
| Court House                    | Dalhart       | 1923                          | 1992                | 4302000057   |                                                                               |
| Dallam County Court House      | Dalhart       |                               | 15. Okt. 1992       | 2092001375   |                                                                               |
| Dallam County Court House      | Dalhart       |                               | 1991                | 5111001159   |                                                                               |
| Heartland of Old XIT Ranch     | Dalhart       |                               | 1968                | 5111002419   | Zentrale Landfläche der damals mit 3 Millionen acres weltgrößten Ranch        |
| Mrs. Cordia Sloan Duke         | Dalhart       | 10. Jan. 1887 – 23. Juli 1966 | 1969                | 5111003509   | Chronistin der XIT Ranch und des Landstrichs                                  |
| Perico Cemetery                | Dallam County |                               |                     | 7111000305   |                                                                               |
| St. James’ Church              | Dalhart       | 1910                          | 1966                | 5111005035   |                                                                               |
| Texline Cemetery               | Dallam County |                               |                     | 7111000405   |                                                                               |
| XIT Museum                     | Dalhart       | 1975                          |                     | 4200000107   | Museum der zeitweise weltgrößten Ranch, der XIT Ranch                         |

Hinweis: Die Atlas-Nummer ist mit dem Objekt-Eintrag in der Datenbank der Texas Historic Sites der Texas Historical Commission verlinkt und führt auf deren Website.